# Pimorin
Pimorin ist eine französische Gemeinde im Département Jura in der Region Bourgogne-Franche-Comté. Sie gehört zum Arrondissement Lons-le-Saunier und zum Kanton Moirans-en-Montagne. 
Die Nachbargemeinden sind Cressia im Nordwesten, Rothonay im Nordosten, Nancuise im Südosten, Gigny im Süden und Loisia im Südwesten.
Der wohl wichtigste Erwerbszweig in der Gemeindegemarkung ist die Landwirtschaft.

## Bevölkerungsentwicklung
| Jahr                       | 1962 | 1968 | 1975 | 1982 | 1990 | 1999 | 2008 | 2017 |
| Einwohner                  | 193  | 166  | 132  | 153  | 156  | 158  | 185  | 198  |
| Quellen: Cassini und INSEE |      |      |      |      |      |      |      |      |

## Sehenswürdigkeiten
Die Kirche St. Martin wurde 1779 konstruiert. Die Mairie ist auf das Jahr 1900 datiert. Bis 2004 war dort auch die Dorfschule untergebracht. Von einem ehemaligen Schloss auf 580 m sind heute noch Überreste vorhanden. Die Chapelle du Biolet stammt aus dem Jahr 1871.

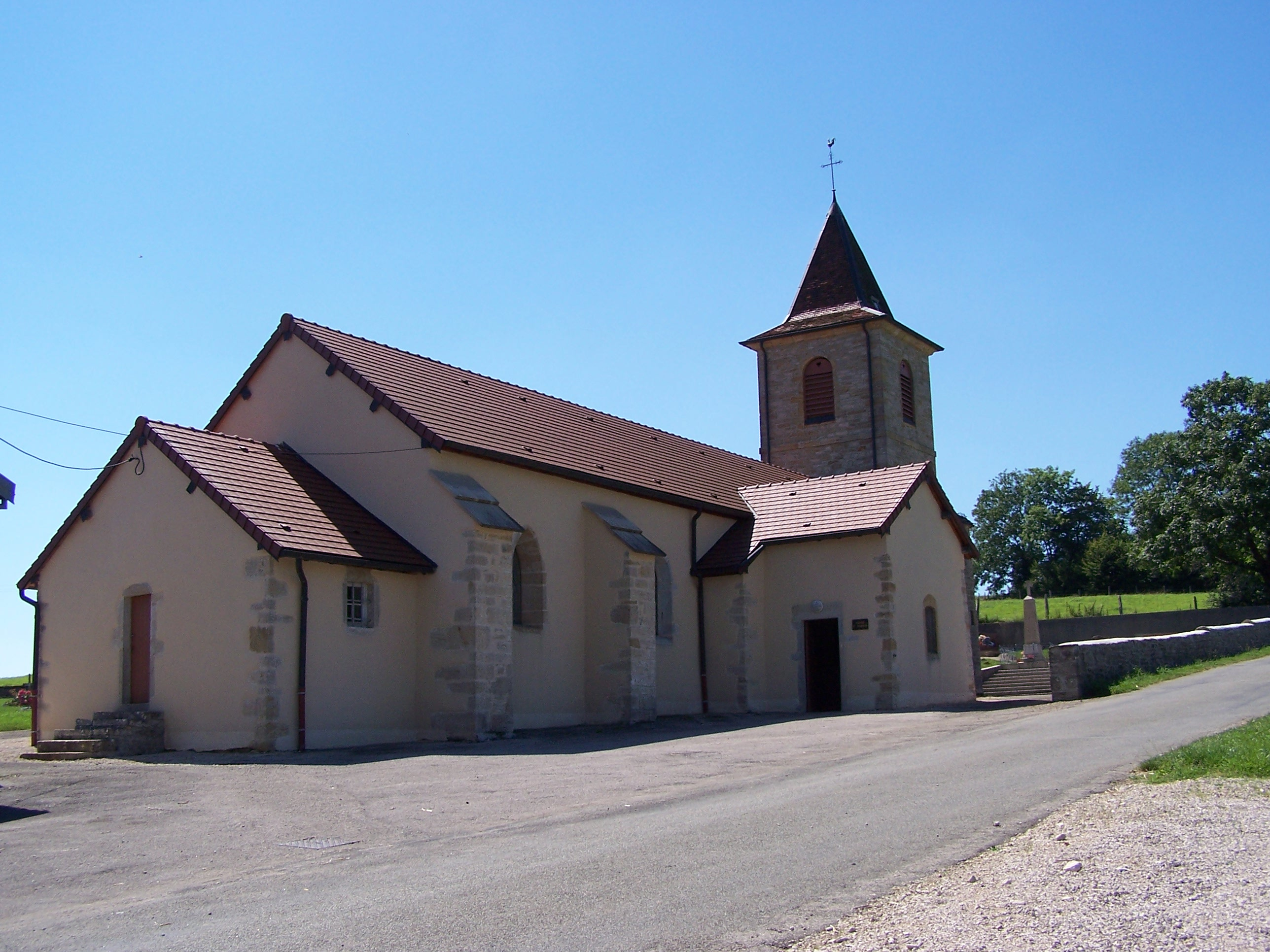
Kirche St. Martin
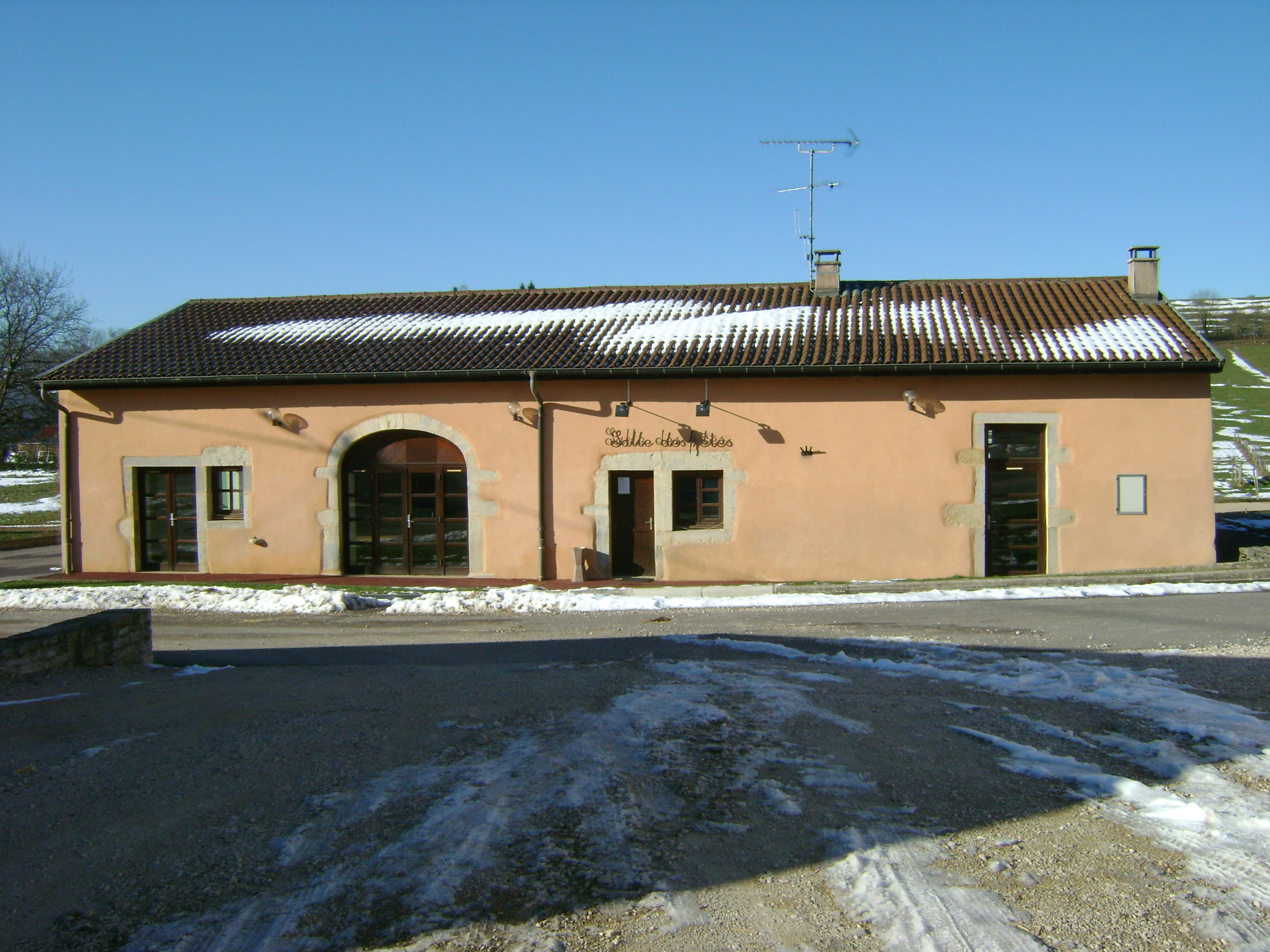
Festsaal
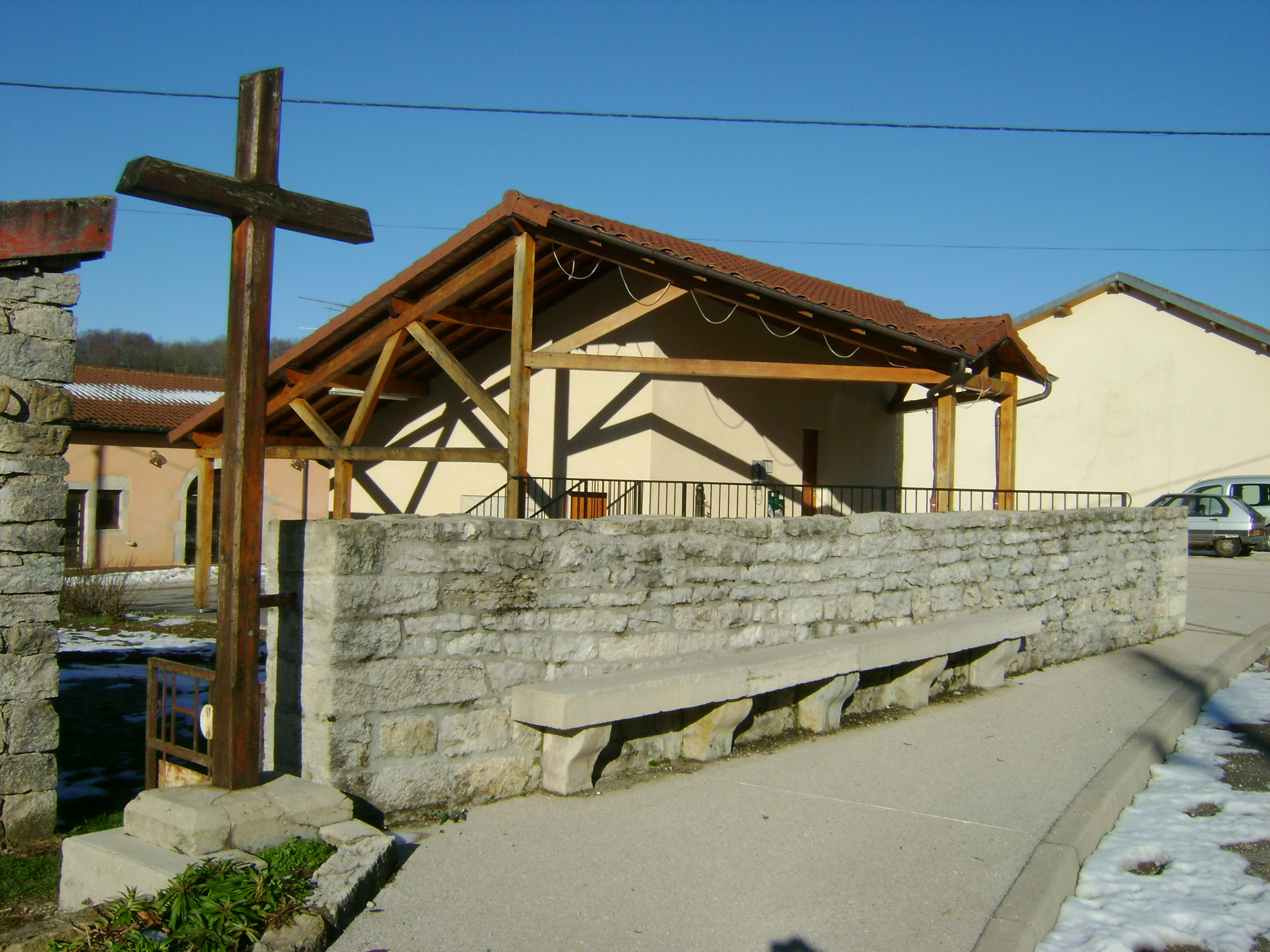
Wegkreuz
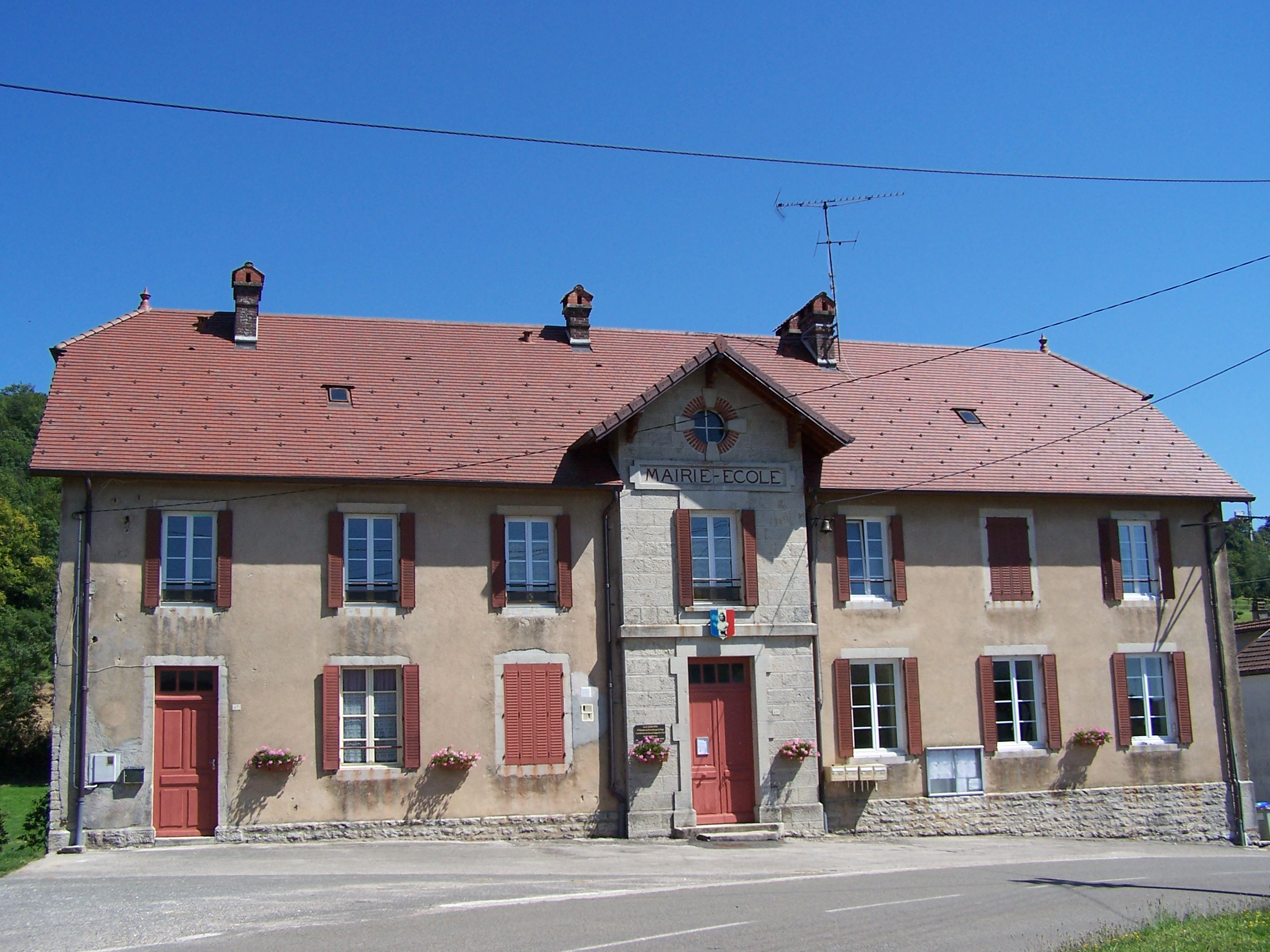
Mairie Pimorin